# Pello
Pello (antiguamente Turtola) es una localidad finlandesa a 20 km del  Círculo polar ártico. Fue fundada en 1867. El municipio es unilingüe en finés y se conecta con Suecia por un puente.
En 1736, la región, hostil y poco poblada vio pasar la expedición de Pierre Louis Moreau de Maupertuis, a la que hace referencia su blasón. 
En el municipio nacieron dos antiguos primeros ministros: Paavo Lipponen y Kaarlo Castrén; y un esquiador de fondo ganador de 7 medallas olímpicas (en 1960, 1964 y 1968), Eero Mäntyranta.